# Hvězdné magnetické pole

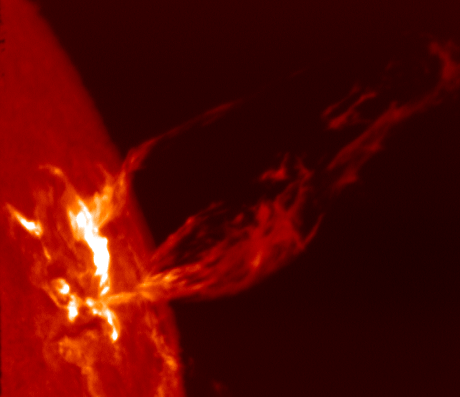
Magnetické pole Slunce způsobuje tyto plazmické výtrysky

Hvězdné magnetické pole je magnetické pole pozorované u hvězd. Prokázáno bylo u více než stovky hvězd, které se nazývají magnetické hvězdy. Jedná se především o Ap-hvězdy, méně často i hvězdy spektrálních tříd B a F.
Intenzita magnetického pole hvězd se určuje pomocí tzv. Zeemanova jevu, tedy z velikosti rozštěpu vybraných spektrálních čar. Znatelně větší magnetická pole byla naměřena na degenerovaných hvězdách, u magnetarů dosahuje intenzita pole až několika desítek miliard tesla, tj. několika set bilionů gaussů.
Za magnetickou hvězdu se považuje i Slunce.